# ヴィスコンティ (万年筆)
ヴィスコンティ (伊: Visconti) は、イタリアの筆記具メーカーである。機械式腕時計の制作も手掛ける。
胴横にある三日月状のパワーフィラー方式のリングを押すとインクを吸収するクレセントフィラーという吸入方式を再現した。

## 歴史
- 1988年 - 万年筆収集家であったダンテ・デル・ベッキオ (Dante Del Vecchio) とルイージ・ポリ (Luigi Poli) によって設立された。
- 1989年 - セルロイド[注 2]を用いた製品を完全ハンドメイドにより39本製造し発表した。
- 2013年 - 新たな試みとして機械式腕時計の制作を開始[1]。

## 代表作

### ヴァン・ゴッホ
天然のレジンと植物成分を混ぜて作ったビスコンティ独自のボディは印象画家であるゴッホを思わせる創造的な色使いの万年筆及びゲルインキのボールペン。

### 蒔絵
東洋の神話をモチーフとした模様を日本の伝統的かつ貴重な工芸技法である漆塗りで表現したい、というオーナーのデル・ベッキオの長年の夢を具現化した。ペンの全体に日本の著名な漆作家・大下宗香による芸術的な蒔絵が施されている。